# Grzegorz Wysocki
Grzegorz Andrzej Wysocki (ur. 17 listopada 1945 w Pruszkowie) – polski łyżwiarz szybki, trener i działacz łyżwiarstwa, nauczyciel.

## Życiorys
Urodził się 17 listopada 1945 w Pruszkowie. Jako łyżwiarz szybki był medalistą mistrzostw Polski w wieloboju (brązowy medal z 1969, 1970, 1971 i złoty medal z 1972). Był trenowany przez Leszka Ułasiewicza. Startował w barwach Legii Warszawa i Znicza Pruszków. Reprezentował Polskę na zawodach mistrzostw Europy i mistrzostw świata.
Kształcił się w Warszawie i ukończył studia na tamtejszej Akademii Wychowania Fizycznego. W 1980 zamieszkał w Sanoku. W tym samym roku został głównym trenerem powołanego wtedy Sanockiego Klubu Łyżwiarskiego „Górnik” Sanok i pozostawał w kolejnych latach. Został nauczycielem wychowania fizycznego w Szkole Podstawowej nr 4 w Sanoku. W połowie 1983 został mianowany trenerem kadry Polski juniorów, ponownie pełnił tę funkcję w latach 1986-1990. Na początku lat 90. podjął działalność gospodarczą.
Został członkiem zarządu powołanego 25 maja 1984 Okręgowego Związku Łyżwiarstwa Szybkiego w Sanoku (OZŁS) i jednocześnie wybrany delegatem na walny zjazd Polskiego Związku Łyżwiarstwa Szybkiego. Został działaczem Podkarpackiego Okręgowego Związku Łyżwiarstwa Szybkiego i Wrotkarstwa w Sanoku (POZŁSiW), którego w 2000 był prezesem, 10 października 2011 został wybrany członkiem zarządu, a 16 czerwca 2015 prezesem zarządu. 22 czerwca 2002 został wybrany wiceprezesem PZŁS ds. szkoleniowo-sportowych (innym wiceprezesem PZŁS został wówczas wybrany także przedstawiciel Sanoka, Lech Ciuk). W 2000 został wybrany na stanowisko dyrektora MOSiR w Sanoku. Na początku listopada 2002 wszedł w skład zarządu Klubu Hokejowego Sanok.
W wyborach samorządowych w 2010 bez powodzenia kandydował do Rady Powiatu Sanockiego, kandydując z listy Komitetu Wyborczego „Towarzystwa Przyjaciół Sanoka i Ziemi Sanockiej”.
Jako panczenista podjął starty w kategorii powyżej 70 lat, w której został rekordzistą Polski na dystansach.
Żonaty z Krystyną (także nauczycielka w SP 4 w Sanoku), ma córkę Joannę.

## Odznaczenia
- Złoty Krzyż Zasługi (2021)[22]
- Srebrny Krzyż Zasługi (1987)[23]
- Odznaka „Zasłużony Bieszczadom” (1988)[24]
- Medal Sanockiego Zakładu Górnictwa Nafty i Gazu (2005)[25]